# John Sadleir
John Sadleir (1813 – 17 de febrero de 1856) fue un financiero y político irlandés. 
Entró en la Cámara de los Comunes del Reino Unido en 1847 como Parlamentario por Carlow. Sadleir fue cofundador de la Asociación de Defensa Católica en 1851 y fue una de las figuras principales del Partido Independiente Irlandés que mantuvo el equilibrio de poderes en la Cámara de los Comunes tras ser fundado en 1852.
Ocupó un ministerio de poca importancia en el gobierno de coalición de George Hamilton-Gordon, desde 1852 hasta 1854. Renunció a su cargo en 1854 cuando fue encontrado culpable de estar implicado en un complot para encarcelar a un inversor del Banco Tipperary porque el individuo en cuestión se había negado a votar por él.
En febrero de 1856 el Banco Tipperary se declaró insolvente, debido a un descubierto de Sadleir por valor de 288000 libras. Sus propios asuntos financieros eran ruinosos, y en sus esfuerzos por resolver sus problemas explotó al Banco de Londres, arruinó un pequeño banco de Newcastle upon Tyne, vendió acciones falsas de la Compañía Sueca de Ferrocarriles, recaudó dinero en escrituras falsificadas, y gastó alquileres de propiedades que tenía en administración judicial y dinero que le había sido confiado como abogado. De esta manera, se deshizo de más de 1,5 millones de libras, principalmente en especulaciones desastrosas. Incapaz de enfrentarse a las consecuencias, se suicidó cerca de una taberna en Hampstead Heath la mañana del domingo 17 de febrero de 1856 ingiriendo ácido cianhídrico. The Times informó de que "el cuerpo del señor J. Sadleir (Parlamentario) fue encontrado la mañana del domingo, 17 de febrero, en Hampstead Heath, a una distancia considerable de la vía pública. Una gran botella con la etiqueta "Aceite de Almendras Amargas" y una jarra que contenía también el veneno (ácido cianhídrico), estaban a su lado." El cuerpo fue identificado por los doctores Edwin James y Thomas Wakley. Su hermano, James Sadleir, también un miembro del Parlamento, se encontró que estaba profundamente implicado en el fraude, habiendo conspirado con su hermano menor. Fue expulsado de la Cámara de los Comunes el 16 de febrero de 1857. Se exilió al continente, estableciéndose en Zúrich y luego Ginebra. Fue asesinado en 1881 mientras le robaban su reloj de oro en un atraco. 
John Sadleir fue enterrado en una tumba sin marcar en el cementerio de Highgate.

## Legado
Charles Dickens basó el personaje del gran financiero Mr. Merdle (quien va a la bancarrota y acaba suicidándose) en La pequeña Dorrit (1857) en John Sadleir. El personaje principal de la obra de Anthony Trollope The Way We Live Now (1875), Melmotte (también un estafador financiero que acaba en bancarrota y se suicida) puede estar basado en Sadleir. W. S. Gilbert basó parte de su obra de teatro An Old Score en la historia del suicidio de Sadleir. "Ser un Sandleir" entró en el vocabulario político irlandés como sinónimo de un transfuga político.